# Мы (группа)
«Мы» — российско-израильская дрим-поп-группа. В её состав входят Даниил Шайхинуров и Даша Венту.

## История
В первоначальный состав группы входили Даниил Шайхинуров и Ева Гурари, ранее известная как Иванчихина. Даниил до 2013 года жил в Екатеринбурге, где помимо участия в собственной группе «Red Delishes», сотрудничал с «Обе две» и «Сансарой». Позже Даниил создал дуэт La Vtornik, вошёл в состав трио OQJAV и переехал в Москву. Творчество Шайхинурова понравилось бывшему главному редактору «GQ» Михаилу Идову, и тот пригласил музыканта принять участие в работе над саундтреком к сериалу «Оптимисты». Ева Гурари жила в Ростове-на-Дону, после чего переехала с родителями в Израиль, где продолжила учёбу. До переезда училась в 118 гимназии города Ростова-на-Дону. Также известна как инстаграм-блогер fraukrauze и как исполнительница Mirèle.
Проект «Мы» появился в 2016 году, после того как Даниил обратил внимание на песню Евы в её Инстаграме и предложил сделать совместную запись. За короткое время у дуэта вышли двойной альбом «Расстояние», мини-альбом и несколько синглов. Выпустив первую пластинку весной 2017, группа организует гастрольный тур по клубам России. В сентябре выходит новый клип на песню «Возможно», который набрал более 17 миллионов просмотров на Ютубе. Помимо рядовых любителей поп-музыки, группу замечают и оставляют одобрительные отзывы Михаил Козырев и Юрий Дудь. Журнал «The Village» включил группу в список исполнителей, чьи альбомы ожидаются с наибольшем интересом в 2018 году, назвав дуэт одним из главных открытий русскоязычного инди-попа 2017 года. «Афиша.ру» назвала дуэт «самой трогательной группой 2017 года».
«Действительно грустный момент. Спасибо ВСЕМ за вашу любовь. Мы старались. Пришла пора расставаться.»
22 января 2018 года 19-летний студент МГТУ им. Баумана Артём Исхаков убил и изнасиловал 19-летнюю студентку Высшей школы экономики Татьяну Страхову. После этого он покончил с собой, оставив предсмертную записку, в которой указал, что воспринял текст песни «Возможно» как призыв к убийству: «Прости, мне придется убить тебя, ведь только так я буду знать точно, что между нами ничего и никогда уже не будет возможно». На следующий день в сети была запущена петиция о запрете песни, побудившей юношу к преступлению. Участников дуэта «Мы» призывали извиниться и понести ответственность за свои действия. В ответ Даниил Шайхинуров попросил не связывать творчество с произошедшей трагедией. Ева Гурари также прокомментировала произошедшее в своём Инстаграме. 26 января 2018 года на своей странице ВКонтакте группа «Мы» заявила о прекращении деятельности, прикрепив к посту новую песню «Звёзды». По словам Даниила Шайхинурова, причиной распада стали разногласия по творческим вопросам, а не недавняя трагедия. В интервью «Дождю» он сказал, что Ева Гурари собиралась закрыть проект ещё несколько месяцев тому назад из-за конфликта вокруг новой песни.
Несмотря на заявление о распаде, 14 февраля группа выложила новую песню — «Плот». Спустя две недели музыканты объявили о выпуске нового альбома весной 2018 года, а также о туре по городам России, Украины и Белоруссии. С ноября 2018 года Ева перестала появляться в треках «Мы», начав сольную карьеру под псевдонимом Mirèle. Позже она сообщила, что больше не планирует работать с Даниилом. Группа «Мы» продолжила существование и после ухода Евы Гурари.
6 мая 2020 года прошёл онлайн-концерт в поддержке с МТС. На концерте выступал как Даниил, так и Ева.
13 августа 2021 года вышел новый альбом группы под названием «Новый Мир, Ч.1». В альбом вошли 7 новых песен с участием новой участницы группы — Ксении Шевченко (также известна под псевдонимом xenaex).
1 января 2022 года обновлённый дуэт выпустил следующий альбом «Новый Мир, Ч.2».
В начале 2022 года Даниил сообщил о распаде дуэта, после чего альбомы «Новый Мир, Ч.1» и «Новый Мир, Ч.2», записанные с Ксенией Шевченко, были удалены со всех площадок, что вызвало недоумение у фанатов «МЫ». Шайхинуров решительно осудил вторжение России в Украину.
7 марта 2022 года вновь обновленный дуэт с новой участницей Дашей Венту выпустил песню «Надія», которая стала первой песней дуэта на украинском языке. Текстом этой песни стал стих украинской поэтессы Леси Украинки с одноимённым названием. После этого дуэт выпустил ещё ряд песен на украинском языке, выражая таким образом поддержку украинцам.
2 сентября 2022 года дуэт выпустил альбом «VENTUSHAKE, Pt. 1».
23 декабря 2022 года вышел альбом «VENTUSHAKE, Ч.2», который затрагивает тему вторжения России на Украину.

## Дискография
Студийные альбомы
- 2017: «Расстояние»
- 2017: «Расстояние. Pt 2»
- 2018: «Ближе»
- 2018: «Ближе. Part 2»
- 2019: «Рядом»
- 2021: «Новый Мир, Ч. 1»
- 2022: «НОВЫЙ МИР, Pt. 2»
- 2022: VENTUSHAKE, Pt. 1
- 2022: VENTUSHAKE, Pt. 2
- 2024: VENTUSHAKE, Ч. 3
- 2024: «СКАЗКА ПРО ВОСТОК И ЗАПАД»
- 2024: VENTUSHAKE 4
- 2024: VENTUSHAKE 4 (Deluxe)
- 2025: «БЕЗУМИЕ»

Мини-альбомы
- 2017: «Расстояние. Pt 3»
- 2018: Зима
- 2020: «Kpbim»
- 2021: Smile
- 2021: «Только мы»
- 2022: The world is deaf
- 2022: «Не йди»
- 2024: «ничего невозможно» (Demo)

Синглы
- 2016: Demo
- 2017: «Таю»
- 2018: «Рядом»
- 2018: «Дети»
- 2019: LOVE IS (Мы & Счастливые люди)
- 2019: «Время»
- 2019: «Киты» (Мы & Сансара)
- 2019: «Утро»
- 2019: «Нелюбовь»
- 2019: «Приятно»
- 2020: «Кус кус»
- 2021: «Купюра»
- 2021: SORRYзизбы
- 2021: «Признание»
- 2021: «Лучшие друзья»
- 2021: «Тебе к лицу»
- 2021: «Дни и ночи»
- 2022: «Надiя»
- 2022: «Все буде добре»
- 2022: Dasha
- 2022: Game Over
- 2022: You are my love
- 2022: TikTok
- 2022: «Свет»
- 2023: «Рожеве небо»
- 2023: «Диво»
- 2023: «Ад и рай»
- 2023: «Ад и рай 2»
- 2023: «Пули догоняют стрелка»
- 2023: «В последнюю осень» (Cover ДДТ)
- 2023: «Дельфины» (Cover Мумий Тролль)
- 2023: «Цветы»
- 2023: «П.М.М.Л.» (кавер Земфира)
- 2023: «Мир»
- 2023: «Ерунда»
- 2023: «Рано»
- 2023: «Яд»
- 2023: «Адлелаида»
- 2023: «Восток и запад»
- 2023: «Тихо»
- 2023: «Деньги»
- 2023: «Деньги 2»
- 2023: «Деньги 3»
- 2023: «Искры»
- 2024: «Сейчас»
- 2024: «Невозможно»
- 2024: «Невозможно 2»
- 2024: «Хорошо»
- 2024: «Soседи»
- 2024: «Мир» (Remix)
- 2024: «Вдребезги»
- 2024: «Кап кап»
- 2024: «Подружка»
- 2024: «Ничего»
- 2024: «Снесло крышу»
- 2024: «Если бы»
- 2024: «Сказка»
- 2024: «Спины»
- 2024: «Помада»
- 2024: «Intro»
- 2024: «Километры»
- 2024: «Вечная зима»
- 2024: «Люблю»
- 2024: «9/11»
- 2024: JE SUIS À VOUS
- 2024: ENDLESS SUMMER
- 2024: FANTASMAS
- 2024: BACK HOME
- 2024: «Игрушка»
- 2024: «Слёзы зимы»
- 2025: «Кислей»
- 2025: «Исчезаем»

Сборники
- 2019: «Рядом (Mixtape)» (Рядом с Евой)

Альбомы WE
- 2019: «Welcome, Ptichka»
- 2019: «Welcome, Friends»
- 2019: «Welcome, West!, Pt. 1»
- 2019: «Welcome, West! , Ч. 2 (Live)»
- 2020: «8»
- 2020: «Welcome, West, Ч. 3»

## Состав
Текущий состав
- Даниил Шайхинуров — вокал, клавишные, укулеле, гитара, бас-гитара, ударные, программирование (2016 — н.в.)
- Даша Венту (Dasha Ventu) — вокал (2022 — н.в)

Бывшие участники
- Ева Гурари — вокал, укулеле, клавишные (2016—2019)
- Ксения Шевченко (xenaex) — вокал, укулеле (2021—2022)

Временный участник
- Евгений Пьянков — клавишные, бас-гитара, бэк-вокал (2018—2019)
- Антон Шохирев — ударные, перкуссия (2018—2019)
- Марина Демещенко (polnalyubvi) — вокал (во время МЫ-fest 2019)

Временная шкала